# Хемоионизация

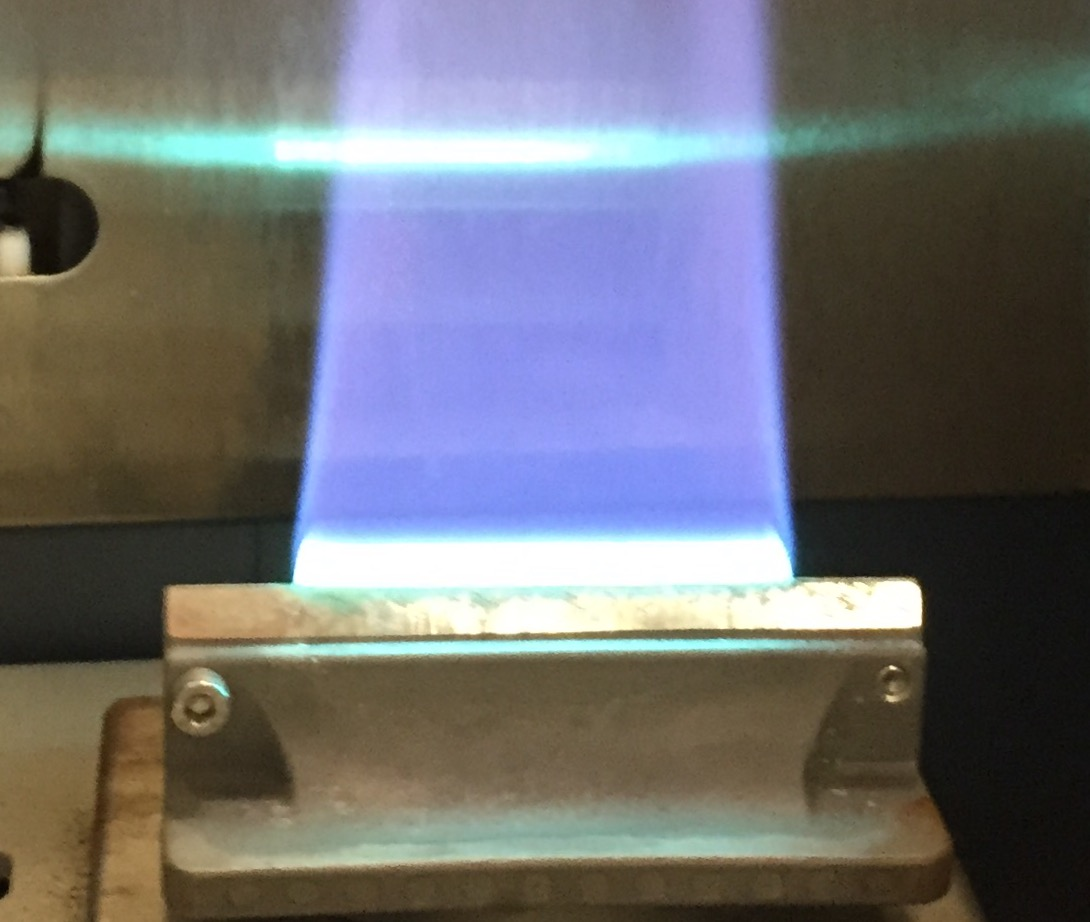
Ионизация наиболее интенсивно происходит у основания пламени

Хемоионизация (хемиионизация; англ. Chemi-ionization) — образование иона в результате реакции атома или молекулы газовой фазы с атомом или молекулой в возбуждённом состоянии, при этом также могут образовываться новые химические связи. Этот процесс чрезвычайно распространён в природе, поскольку считается основной исходной реакцией в пламени.

## Терминология
В литературе 1970-х годов хемоионизация определялась как ионизация посредством формирования новых химических связей. К хемоионизации не относили реакции, в результате которых не образуются новые химические связи, в частности, ударную ионизацию к хемоионизации не относили. В современной литературе хемоионизация, ионизация Пеннинга и ударная автоионизация часто рассматриваются синонимично в отношении реакций, в ходе которых при столкновении возбуждённого атома или молекулы с другим атомом или молекулой образуется промежуточный возбуждённый комплекс, который затем ионизируется с образованием продуктов, свойственных данным типам реакций. В одной из научных статей такой механизм хемоионизации описан как образование квазимолекулы с последующей её автоионизацией.

## История
Впервые хемоионизация была обнаружена в 1927 году в ходе облучения кадмия светом определённых длин волн, которые превышали длину волны, при которой может происходить ионизация кадмия. Термин «хемиионизация» возник в конце в конце 1940-х годов в исследованиях горения, пламени и взрыва. Большинство исследований по этой теме было проведено в 1960-х и 70-х годах. В настоящее время хемоионизация стала одним из методов ионизации, используемых в масс-спектрометрии.

## Реакции
Наиболее распространенную реакцию хемоионизации можно представить как:
{\displaystyle {\ce {O + CH -> HCO+ + e^-}}}
Эта реакция присутствует в любом углеводородном пламени и может объяснить отклонение количества ионов от термодинамического равновесия.
Затем могут происходить реакции хемоионизации B-типа:
{\displaystyle {\ce {HCO+{}+e^{-}->{\binom {H3O+}{C3H3}}+M->M+{}+products}}},
а также:
{\displaystyle {\ce {CH{}+O{}+M->CHO{}+M^{\ast }->M{}+{\mathit {hv}}}}},
где M* — металл в возбужденном состоянии. В ходе реакций хемоионизации выделяются кванты света, отчасти поэтому пламя светится.

## Хемоионизация в пламени
Горение углеводородов сопровождается ионизацией пламени посредством хемоионизации, в результате чего в пламени возникает высокая концентрация заряжённых частиц. Данный факт позволяет воздействовать на пламя посредством внешнего электрического поля.